# Hvorupgård
Hvorupgård er en landsby i det sydlige Vendsyssel med 101 indbyggere (tal fra 2008). Hvorupgård er beliggende i Hvorup Sogn seks kilometer øst for Vadum, seks kilometer sydvest for Vestbjerg og otte kilometer nord for Aalborg centrum. Landsbyen hører til Aalborg Kommune og er beliggende i Region Nordjylland.
Hvorupgård har en åben grøn landsbystruktur med et langstrakt forløb langs Hvorupgårdvej. Byen er tidligere stationsby ligger ved Vendsysselbanen. Den gamle stationsbygning benyttes i dag til privatbeboelse. Bebyggelsen består af ældre gårde, ældre landsbyhuse og villaer samt enkelte nyere parcelhuse. Flere ejendomme er restaureret.
Der er gamle teglværksgrave mellem Vendsysselbanen og Hvorupgårdvej, de ligger som åbne søer i engarealerne og udgør et rekreativt område. I den sydlige ende af byen ligger Hvorup Fiskesø.